# Sárközy Elemér
Nádasdi Sárközy Elemér (Csurgó, 1900. június 10. – Budapest, 1988. november 24.) festőművész, takarékpénztári tisztviselő, restaurátor.

## Pályafutása
A Képzőművészeti Főiskolán Vaszary János és Bosznay István növendéke volt, majd Jászapátiba került, ahol Vágó Pál oktatta. 1925-től állított ki a Műcsarnokban és a Nemzeti Szalonban. 1936-ban és 1943-ban volt gyűjteményes kiállítása. Restaurátorként is dolgozott. Óbudán az Árpád Gimnáziumban volt tanár.